# إيرل سويتشيرت
تيبي نيرودا كغوسيتسيل (بالإنجليزية: Thebe Neruda Kgositsile؛ ولد 24 فبراير 1994)، والمعروف أيضًا باسمه المسرحي إيرل سويتشيرت (بالإنجليزية: Earl Sweatshirt)، هو مغني راب، ومؤلف أغاني، ومنتج موسيقي أمريكي من ولاية كاليفورنيا. عُرف كغوسيتسيل بلقب «سلاي تندنسيز» (موائل خبيثة؛ Sly Tendencies) في بداية مسيرته الموسيقية في عام 2008 عندما كان عمره 14 عامًا، لكنه سرعان ما غيَّر اسمه عندما دعاه تايلر، ذا كرييتور للانضمام إلى فرقة الهيب هوب البديلة أود فيوتشر في أواخر عام 2009.
حصل على تقدير ومدح نقدي لشريطه المنوعات الأول إيرل، الذي صدر في مارس 2010 عندما كان عمره 16 عامًا فقط. بعد فترة وجيزة من إصدار الشريط، أرسلته والدته إلى مدرسة داخلية في ساموا للمراهقين المشاغبين لمدة عام ونصف. لم يكن قادرًا على تسجيل الموسيقى خلال فترة عمله هناك، لكنه عاد إلى لوس أنجليس في فبراير 2012، قبل عيد ميلاده الثامن عشر. عاد كغوسيتسيل للانضمام إلى أود فيوتشر وبدأ في إنتاج موسيقى جديدة، وأصدر ألبومه الاستوديو الأول دورِس (Doris) في أغسطس 2013.
ألبومه الثاني أنا لا أحب شيئًا، أنا لا أخرج للخارج (I Don't Like Shit, I Don't Go Outside) تبعه في مارس 2015، وألبومه الثالث بعض أغاني الراب (Some Rap Songs)، صدر في نوفمبر 2018. حظيت جميع أعماله بإشادة من النقاد على نطاق واسع. وهو موقّع حاليًا عقد مع شركة تسجيلاته الخاصة المستقلة تان كرسيدا (كرسيدا سمراء، Tan Cressida)، والتي كانت توزع موسيقتها سابقًا تسجيلات كولومبيا. في 1 نوفمبر 2019، أصدر كغوسيتسيل أسطوانة مطولة بعنوان أقدام من طين (Feet of Clay).

## حياته ومسيرته

### النشأة
ولد تيبي نيرودا كغوسيتسيل في  شيكاغو، إلينوي، للدكتورة شيريل هاريس، أستاذة قانون في جامعة كاليفورنيا، لوس أنجلوس، وكيورابيتسي كغوسيتسيل، شاعر وناشط سياسي من جنوب إفريقيا. انفصلا هاريس وكغوسيتسيل عندما كان تيبي يبلغ من العمر ثماني سنوات.
التحق مدرسة يو سي إل إيه الإختبارية في لوس أنجليس ومدرسة نيو رودز الإعدادية والثانوية في سانتا مونيكا، كاليفورنيا.

## نمطه الموسيقي
أطلق على كغوسيتسيل لقب «أعجوزة هيب هوب» من قبل مجلة النيويوركر، وفي عام 2011 تم تصنيفه على أنه «مغني الراب الأكثر إثارة ليظهر منذ سنوات»، وأنه «مبدع كان قد بدأ للتو في اكتشاف ما يمكن له فعله بالكلمات». يتميز كغوسيتسيل بصوته، والذي تم تصنيفه كـ«باريتون عميق».